# Przewodniczący Senatu Włoch
Przewodniczący Senatu Włoch kieruje włoskim Senatem.

## Lista przewodniczących Senatu w historii Włoch
Królestwo Sardynii (1848-1860)
- Gaspare Coller – 1848
- Giuseppe Manno – 1849-1853
- Cesare Alferi di Sostegno – 1855-1860

Królestwo Włoch (1861-1945)
- Ruggero Settimo – 1861-1863
- Federico Sclopis – 1863-1864
- Giuseppe Manno – 1864-1865
- Gabrio Casti – 1865-1870
- Vincenzo Fardella di Torrearsa – 1870-1874
- Luigi Des Ambros – 1874
- Giuseppe Pasolini – 1874-1876
- Sebastiano Tecchio – 1876-1884
- Giacomo Durando – 1884-1887
- Domenico Farinni – 1887-1898
- Giuseppe Saracco – 1898-1904
- Tancredi Canonico – 1904-1908
- Giuseppe Manfredi – 1908-1918
- Adeodato Bonasi – 1918-1919
- Tommaso Tittoni – 1919-1929
- Luigi Federzoni – 1929-1939
- Giacomo Surado – 1939-1943
- Paolo Thaon di Revel(inne języki) – 1943-1944
- Pietro Tomasi Della Torretta – 1944-1946

Republika Włoska (1948-obecnie)
- Ivanoe Bonomi 1948-1951
- Enrico De Nicola – 1951-1952
- Giuseppe Paratore – 1952-1953
- Meuccio Ruini – 1953
- Cesare Merzagora – 1953-1967
- Ennio Zelioli-Lanzini – 1967-1968
- Amintore Fanfani – 1968-1973
- Giovanni Spagnolli – 1973-1976
- Amintore Fanfani – 1976-1982
- Tommaso Morlino – 1982-1983
- Vittorino Colombo – 1983
- Francesco Cossiga – 1983-1985
- Amintore Fanfani – 1985-1987
- Giovanni Malagodi – 1987
- Giovanni Spadolini – 1987-1994
- Carlo Scognamiglio – 1994-1996
- Nicola Mancino – 1996-2001
- Marcello Pera – 2001-2006
- Franco Marini – 2006-2008
- Renato Schifani – 2008-2013
- Pietro Grasso – 2013-2018
- Maria Elisabetta Alberti Casellati – 2018-2022
- Ignazio La Russa – od 2022